# Tiqqun
Tiqqun è stata una rivista o zine filosofica anarchica di ultrasinistra franco-italiana pubblicata in due numeri dal 1999 al 2001. Gli argomenti trattati negli articoli della rivista comprendono l'anticapitalismo, l'anti-statalismo, il situazionismo, il femminismo e la storia dei movimenti rivoluzionari della fine del XX secolo, in particolare il maggio 1968 in Francia, gli Anni di piombo italiani e le proteste del Movimento no-global della fine degli anni Novanta e dei primi anni Duemila. Gli articoli della rivista sono stati scritti in forma anonima; di conseguenza, il termine "Tiqqun" viene utilizzato anche per denominare il collettivo di autrici e autori degli articoli e altri testi a loro attribuiti. 
La rivista si è imposta all'attenzione dopo gli arresti di nove persone all'interno di quello che venne poi definito come "caso Tarnac", nel 2008: un'operazione di polizia in cui sono state arrestate nove persone con il sospetto di aver cospirato per un recente sabotaggio delle linee ferroviarie elettriche francesi. Gli arrestati erano accusati di aver scritto L'insurrezione che viene, un trattato politico attribuito al Comitato Invisibile, un altro gruppo anonimo, nominato nella rivista. Julien Coupat, uno degli arrestati, era un collaboratore del primo numero di Tiqqun. 
Gli articoli della rivista sono critici nei confronti della società capitalista moderna. I singoli articoli presentano diagnosi di aspetti specifici della società moderna, attingendo alle idee della filosofia continentale, dell'antropologia e della Storia. Il concetto di società dello spettacolo di Guy Debord viene utilizzato per spiegare come i mezzi di comunicazione e i processi di socializzazione sostengano la società capitalista esistente, mentre il concetto di biopotere di Michel Foucault viene utilizzato per spiegare come gli Stati e le imprese gestiscano le popolazioni attraverso i loro bisogni fisici. Gli articoli della rivista introducono una terminologia per i loro argomenti, liberamente utilizzata negli altri articoli. Un "Bloom" si riferisce a un archetipo di persona o soggetto moderno alienato, che prende il nome dal personaggio Leopold Bloom del romanzo Ulisse di James Joyce. Una "Young-Girl" si riferisce a una persona che partecipa alla società moderna e quindi la rafforza, mostrando tratti comunemente associati alla femminilità. Sebbene "Bloom" stia spesso per un uomo e "Young-Girl" per una donna, gli autori sottolineano che i concetti non sono di genere. La parola Tiqqun è una grafia alternativa di Tiqqun 'olam, un concetto teologico ebraico che si riferisce alla riparazione o alla guarigione del mondo. Nel contesto degli autori, Tiqqun si riferisce al miglioramento della condizione umana attraverso il ribaltamento della moderna società capitalista. 
Per le loro influenze filosofiche, il loro contenuto politico e il loro contesto storico, gli articoli di Tiqqun hanno ricevuto una certa attenzione negli studi umanistici e nei circoli di lettura anarchici. Alcuni articoli sono stati ripubblicati in diverse lingue.